# Marlene Lacherstorfer

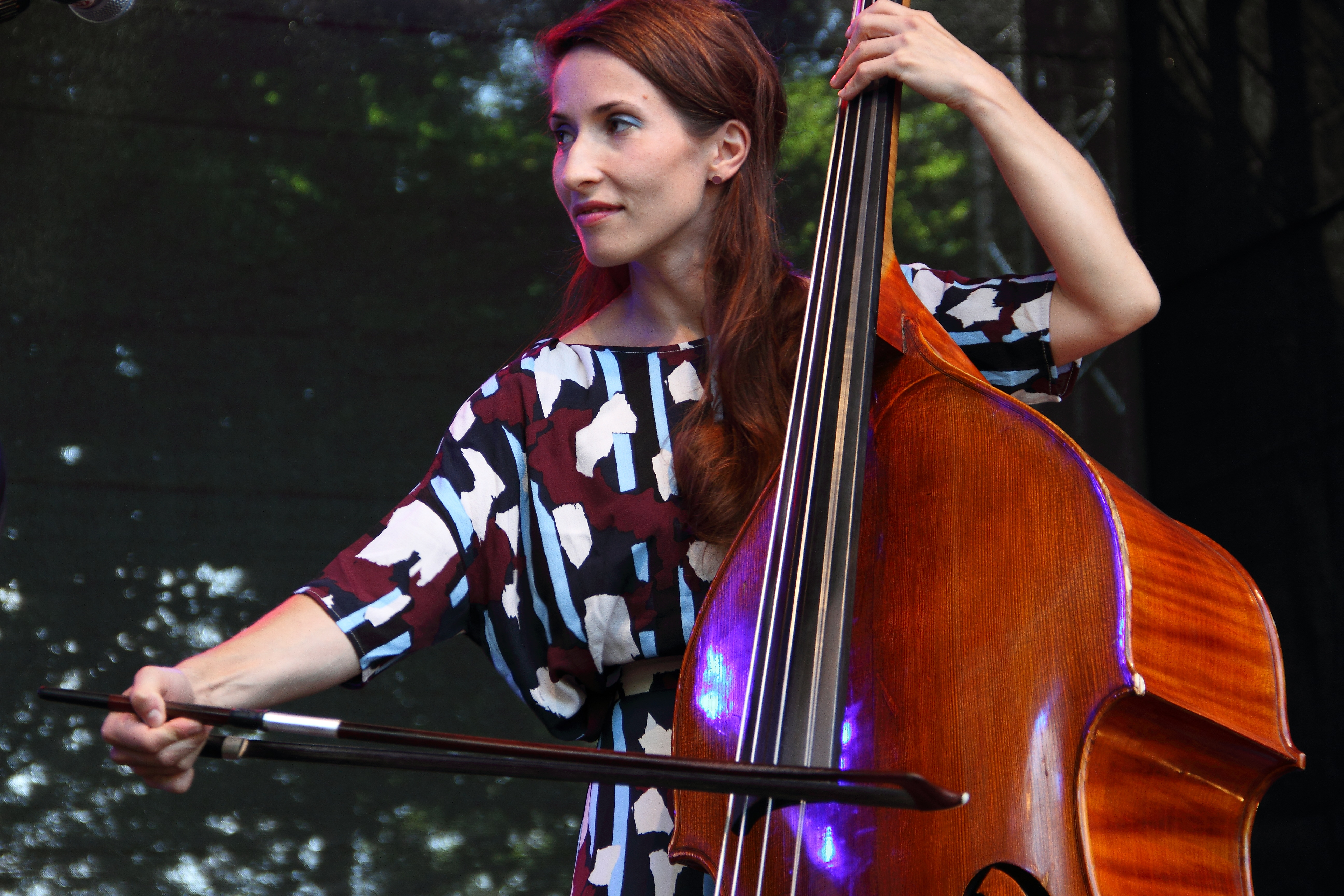
Marlene Lacherstorfer auf dem Rudolstadt-Festival 2017

Marlene Lacherstorfer (* Oktober 1982 in Bad Hall, Oberösterreich) ist eine österreichische Bassistin, Musik- und Bewegungspädagogin sowie Komponistin.

## Leben und Wirken

### Künstlerischer Werdegang
Marlene Lacherstorfer sammelte beim Musizieren in der Musikschule (Klavier, Geige, Cello, Gesang) und mit der Familie sowie auf Musikwochen erste Bühnenerfahrungen. Als Jugendliche spielte sie E-Bass in einer Grungeband und wirkte in einer Bigband mit. Nach der Matura an der HBLA für künstlerische Gestaltung Linz studierte sie Musik- und Bewegungspädagogik/Rhythmik an der Universität für Musik und darstellende Kunst Wien sowie ab 2005 Instrumentalpädagogik, E-Bass und Kontrabass am Institut für Popularmusik (ipop) bei Albert Kreuzer und Willi Langer. Sie erhielt mehrere Stipendien der Hochschule.
Seit 2005 ist Lacherstorfer als Live-Bassistin tätig. Ihre Hauptformationen sind Clueso, Ernst Molden & Willi Resetarits, Christopher Seiler, Alma, Pressyes, Zoë, Stubenblues 2.0. Zu früheren Live-Formationen zählen Meena (2009–2013), Soap & Skin (2019), Trouble Over Tokyo (2008), Velojet (2004–2014), Bernhard Eder (2008–2019). Sie ist auf zahlreichen Studioproduktionen der erwähnten sowie mit weiteren Künstlern wie Wolfgang Ambros, André Heller, Papermoon, Dominik Plangger, Retromanic, Gerard, Ian Fisher, Somerset Barnard zu hören. Tourneen führten sie durch Europa, Mexiko, Peru, die Türkei und die USA.
Sie arbeitete weiters mit dem Tonkünstler Orchester, dem Choro sine nomine, mit Herbert Pixner und Manuel Randi zusammen. Mit ihrem Partner René Mühlberger, mit dem sie bereits von 2004 bis 2014 in der Band Velojet zusammenarbeitete, tritt sie in dessen Soloprojekt Pressyes auf und ist an Videoproduktionen beteiligt. Zwischen 2010 und 2015 war sie im Rabenhof Theater bei Singspielen von Ernst Molden aktiv, im Bereich der Musikvermittlung im Wiener Musikverein, im Puppentheater Lilarum sowie dem Kindermusiktheater Prinzessin Himbeere engagiert und tourte mit Astrid Walentas Die Fische fliegen wieder durch die Schweiz.
Im Jahr 2019 war Lacherstorfer künstlerische und musikalische Leiterin der Eröffnung der Wiener Festwochen am Rathausplatz, das im TV ausgestrahlt wurde. Mit diesem Programm gab es 2020 gemeinsam mit Ernst Molden ein Gastspiel in der Elbphilharmonie Hamburg unter dem Titel „Ganz Wien“. Als Theatermusikerin ist sie aktuell (Stand 2024) in der Volksoper bei Tic Tic Boom zu sehen.
Lacherstorfer ist bei Fernsehproduktionen für das ORF tätig (Kabarettgipfel und Kabarett-Spieleabend). Als Komponistin schreibt sie für das Ensemble Alma, unter anderem Auftragskompositionen für Servus TV.

### Lehrtätigkeit
Lacherstorfer ist seit 2010 Lehrbeauftragte an der Universität für Musik und darstellende Kunst Wien in den Bereichen Ensemble-Improvisation, Bewegungsbegleitung, Ensembleleitung und inklusive Musikpädagogik. Sie leitete 2010 bis 2016 die Band „All Stars Inclusive“, einer Formation aus Musikstudierenden und Menschen mit körperlichen und kognitiven Behinderungen, die 2016 mit dem Diversitaspreis (Wissenschaftspreis des BMUKK) sowie dem Preis der Lebenshilfe ausgezeichnet wurde. Sie lehrt und hält Workshops im In- und Ausland, zum Beispiel an der University of Limerick, der Pädagogischen Hochschule Rostock und der KPH Krems.

## Rezensionen
- Auch das muss einmal gesagt werden - Marlene Lacherstorfer ist eine der coolsten Erscheinungen am Bass seit Kim Deal. - Der Standard / Jahrescharts 2007, Christian Schachinger
- Bassistin Marlene Lacherstorfer ist eine gefragte Kraft für Produktionen von Ernst Molden über Bernhard Eder bis zu Wolfgang Ambros; gemeinsam mit Mühlberger begleitete sie die letzte Tour des Hamburger Sängers Clueso. - Wiener Zeitung 2018, Bruno Jaschke
- In Fumosus & Nordans [Komp. Marlene Lacherstorfer] dringt Kammermusik in die Almenstube, lassen sanft wirbelnde Klang-Rauchschwaden an ein Bachsches Präludium mit Imitation von Bläsern im Akkordeon denken. - Nürnberger Nachrichten 2019, Michael Vieth
- „Kein einziger Verstärker wurde heimlich lauter gedreht, es wurde nicht ewig besprochen, wer jetzt Schuld ist, dass der Schluss versemmelt wurde oder wer langsamer, schneller oder ungenauer wurde. Es wurde einfach angemerkt, wie es sein sollte und noch einmal geprobt. Marlene Lacherstorfer als musikalische Leiterin fiel nur dann als solche auf, wenn eine Entscheidung zu treffen war, die vorher höchst argumentativ nur von den Betroffenen und nicht von allen Anwesenden besprochen wurde.“ - Concerto Magazin 2019, Birgit Denk

## Tonträger
- Goldapfel und Zaubergoaß. Märchen-CD. Mit Helmut Wittmann (ATS records, 2002)
- Velojet. Mit Velojet (Wohnzimmer Records, 2005)
- When the lights go down. Mit Papermoon (Universalmusic Austria, 2008)
- This quiet town. Mit Velojet (Wohnzimmer Records, 2007)
- Ernst Molden: Häuserl am Oasch. Rabenhoftheater (monkeymusic; 2010)
- Heavy Gold. Mit Velojet (Wohnzimmer Records, 2010)
- Es Lem. Mit Ernst Molden (monkey music, 2011)
- Weidafoan. Mit Ernst Molden (monkey music, 2011)
- The Hurricane. Mit Trouble over Tokyo (Schönwetter; 2011)
- Bernhard Eder: Post Breakup Coffee (Tron Records; 2012)
- Wolfgang Ambros: 19 03 52 (Ariola; 2012)
- Meena: Feel Me (Ruf Records; 2012)
- Simplify. Mit Trouble over Tokyo (Tokyotron; 2012) EP
- The red river Two. Mit The Red River Two (monkeymusic; 2012)
- Panorama. Mit Velojet (Schönwetter; 2013)
- Nativa. Mit Alma (Col legno, 2013)
- Meena Cryle & The Chris Fillmore Band: Tell Me (Ruf Records; 2014)
- Transalpin. Mit Alma (Col legno; 2015)
- Bernhard Eder: Nonsleeper (2015)
- Gerard: Neue Welt Akustik (fourmusic; 2015)
- Debut. Mit Zoe (Universalmusic; 2016)
- Oeo. Mit Alma (col legno; 2017)
- ZOE: The acoustic sessions (globalrockstar; 2017)
- Remodel - Bernhard Eder (Tron Records; 2018)
- Clueso: Spotify Live (Vertigo Berlin; 2017)
- Clueso: Handgepäck. (Universalmusic; 2018)
- Ernst Molden: Dei Schwesda waand (BaderMoldenRecordings; 2018)
- On the run. Mit Pressyes (Inkmusic 2018)
- Somerset Barnard: Trains and churches (Container recordings; 2018)
- Sibylle Kefer" | Sibylle Kefer (sie-records; 2019)
- Ernst Molden & Frauenorchester: Baulückenkonzert (olirecords; 2019)
- André Heller: Spätes Leuchten (Made Jour Label; 2019)
- Cherubim. Mit Alma (Trikont; 2019)
- The return of the great comfort. Mit Alien hand syndrome (2021)
- The stranger. Mit Somerset Barnard (Container recordings; 2021)

Musik für Kinder und inklusive musikpädagogische Projekte
- Die Fische fliegen wieder. Mit Astrid Walenta, 2009, ISBN 978-3-99028-021-8
- Matthäus Bär: Zucker. (Phonotron 2018)
- Prinzessin Himbeere und ihre Band (2014)
- All Stars Band. Inklusionsprojekt für Menschen mit Behinderung und Studierende | Demo-CD mit 8 eigenen Songs (2014)

## Auszeichnungen und Preise (Auswahl)
- 2003: 2. Platz Prima la musica, Kreativwettbewerb für Komposition/Elektronik[2]
- 2011: (mit Meena) 2. Platz, European Blues-Challenge der European Blues Union
- 2013: Preis der deutschen Schallplattenkritik, Bestenliste 2013 (Nativa, col legno, 2013)
- 2013: (mit Meena) Halbfinale World Blues Challenge, Memphis, USA
- 2015: (mit Alma) 2. Platz Austrian World Music Awards
- 2008: (mit Velojet) „The New Austrian Sound of Music“
- 2016: Diversitaspreis des BMUKK für die Leitung der All Stars Band im Namen der mdw (2016)
- 2017: (mit Alma) Deutscher Weltmusik-Sonderpreis RUTH im Rahmen des Rudolstadtfestivals
- 2017: (mit Alma) Niederösterreichischer Kulturpreis – Anerkennungspreis in der Kategorie Volkskultur und Kulturinitiativen
- 2017: (mit Alma) Preis der deutschen Schallplattenkritik, Bestenliste 4/2017 (Oeo, col legno, 2017)
- 2019: Förderungspreis der Stadt Wien für Musik
- 2020: 1. Platz Wienerlied-Kompositionswettbewerb des Wiener Volksliedwerks gemeinsam mit Voodoo Jürgens (Text)[2]